# 粕谷智成
粕谷 智成（かすや・ともなり、1990年3月26日 - ）は、東京都出身のMC、ラジオパーソナリティ、フリーアナウンサー、スタジアムDJ。

## 出演
（2020年1月現在）
スタジアムDJ
- B3.LEAGUE-東京八王子ビートレインズ（2017年 - ）[1]
- V.LEAGUE- NECレッドロケッツホームアリーナMC（2019年）[2]
- 柏レイソルホームスタジアムMC（2025年-）[3]

ラジオ
- 現在レギュラーを務めるプログラムはない。

## 過去の出演
ラジオ
- FM FUJI
  - 「MUSIC WIRE[4]」（2014年10月-2016年3月）
  - 「JUNGLE CAFE」（2018年4月-2021年3月）
- i-fm
  - IBS茨城放送「Morningナビ！」（2018年4月-2021年3月）
  - IBS 茨城放送「IBS MUSIC STATE」（2017年4月-2021年3月）

スタジアムDJ
- 千葉ジェッツふなばしサブMC（2015年-2016年、2016年-2017年）[5]

MC
- FIVBビーチバレーボールワールドツアー2019 4-star東京大会MC 2019
- SPARTAN TRIAL YOGA & TrainingsessionMC 2019
- HADOSPRING CUP - アリーナMC2019[6]
- 3×3.EXEPremiere - 2018season Officialラウンド MC2018[7]